# ルー・ブロイラード
ルー・ブロイラード（Lou Brouillard、1911年5月23日 - 1984年9月14日）は、カナダ出身の元プロボクサー。フランス系。ケベック州セント・ユージン生まれ。元世界ウェルター級、ミドル級タイトルの二冠を制した。

## 来歴
タフで強打のブル・ファイター。サウスポー。アマチュアから1931年プロ入り。1931年10月31日、ヤング・ジャック・トムソンに15回判定勝ちで世界ウェルター級タイトルを獲得するが、1932年1月28日にシカゴで行われた初防衛戦でパリオリンピックの金メダリスト、ジャッキー・フィールズに判定負けで王座陥落。
その後階級をミドル級に上げ、1933年8月9日、ベン・ジェビイを7回KOに倒し、ニューヨーク州公認世界ミドル級チャンピオンとなったが、このタイトルは同年10月、ビンス・ダンディーに判定負けで奪われた。
1937年、マルセル・チルの持つ同級王座に挑んだが、4回反則負けで王座復帰はならなかった。

## 通算戦績
110勝（66KO）27敗3引分け